# Полицейский из Запретного города
«Полицейский из Запретного города» (англ. Forbidden City Cop; иер. трад. 大內密探零零發, упр. 大内密探零零发, кант.-рус.: Тай нап мат тхам Лин Лин Фат) — гонконгская кинокомедия с элементами мо лей тау. Также известна под названием «Страж Запретного города». В качестве режиссёров картины выступили Стивен Чоу (Чау Синчхи) и Винсент Кок (Кук Такчиу). Премьера картины состоялась 16 февраля 1996 года в Гонконге.

## Сюжет
Лин Линфат является одним из четырёх элитных телохранителей Императора Китая. Но он не мастер боевых искусств, как другие. Вместо того чтобы изучать боевые искусства, как его коллеги-телохранители, он посвящает своё время созданию изобретений, таких как пушки, стреляющие изо рта, тапочек-веника или минивентилятора. Он также занимается гинекологией и проводит время со своей любящей женой Ка Линче. Однако при дворе его совсем не ценят. Но однажды выясняется, что на Запретный город планируется нападение из Королевства Гум, которое планирует Безликий. И в данной ситуации помочь может только Линфат.

## В ролях
- Чау Синчхи — Лин Линфат
- Лау Калин — Ка Линче
- Карман Лэй[англ.] — Кхам Чхоу / Безликий
- Чён Татмин[англ.] — император
- Ло Каин[англ.] — Фат Янь
- Лау Итат[англ.] — полицейский из Запретного города
- Юнь Чхёнъянь[англ.] — злая мать
- Юнь Сёньи[англ.] — злой сын
- Лэй Ликчхи[англ.] — судебный чиновник